# Eta Gruis
Désignations
Eta Gruis (en abrégé η Gru) est une étoile géante de la constellation australe de la Grue. Elle est visible à l'œil nu avec une magnitude apparente de 4,85. L'étoile présente une parallaxe annuelle de 7,21 mas mesurée par le satellite Gaia, ce qui permet d'en déduire qu'elle est distante d'environ ∼ 452 a.l. (∼ 139 pc) de la Terre. Elle s'éloigne du Système solaire à une vitesse radiale de +28 km/s.
Eta Gruis est une étoile géante rouge évoluée de type spectral K2 III CNIV, avec la notation « CNIV » qui indique qu'il s'agit d'une étoile à CN intermédiaire. C'est une étoile variable périodique dont la luminosité varie selon une très faible amplitude de 0,005 5 magnitude et à une fréquence de 0,361 18 cycle par jour. Ayant épuisé les réserves en hydrogène de son cœur, l'étoile s'est étendue et refroidie, de telle sorte que son rayon est environ 31 fois plus grand que le rayon solaire, qu'elle est environ 339 fois plus lumineuse que le Soleil et que sa température de surface est de 4 420 K.
Eta Gruis possède un compagnon visuel de magnitude 11,5. En date de 2012, cette étoile était située à une distance angulaire de 25,6 secondes d'arc et à un angle de position de 187°. C'est un compagnon purement optique, dont la proximité apparente avec Eta Gruis n'est qu'une coïncidence